# Macromitrium parvifolium
Macromitrium parvifolium là một loài Rêu trong họ Orthotrichaceae. Loài này được Dixon mô tả khoa học đầu tiên năm 1942.